# La Russie des illusions

La Russie des illusions, regard d'un correspondant est un livre de Michel Cormier publié en 2006 chez Leméac.
Le livre, constitué d'une série d'essais sur la Russie et sa périphérie, se veut plus un compte-rendu personnel et une dénonciation qu'un retour objectif sur les polémiques russes. Il constitue un retour global sur les expériences de l'auteur qui fut correspondant de 2000 à 2004 à Moscou et qui travailla à peindre le portrait de la société russe actuelle au tournant du XXIe siècle.

## Résumé
Le livre est divisé en 10 chapitres.
La mort d'un marin
L'auteur relate l’état de la marine russe, qui fut jadis le fleuron de l’armée rouge, en racontant les événements entourant la tragédie du sous-marin Koursk. Il expose notamment les réactions des citoyens russes face à cette tragédie et la réaction du gouvernement qui tenta de cacher l’état lamentable, le manque d’entretien et les difficultés financières qu’éprouve actuellement la marine russe. Il relate aussi l’incident de Nadezhda Tylik dont les images ont fait le tour du monde.
Les citrouilles de la babouchka
Dans ce chapitre, l’auteur tente de dépeindre les difficultés qu’éprouvent les Russes face à leur nouveau mode de gestion économique capitaliste, exposant cette fois plus profondément la corruption au niveau de la société civile. L’auteur raconte comment il a dû s’y prendre pour obtenir des entrevues, en accordant des pots de vins aux principaux concernés, ou parfois à leurs agents. Il raconte ensuite comment cette corruption est omniprésente dans cette société où la plupart des cadres sont sous-payés et où les fonctionnaires ont développé une surprenante subtilité pour arriver à être payés.
Sur les traces de Massoud
L’auteur est ensuite envoyé en Afghanistan à la suite des attentats du 11 septembre 2001. Il raconte les évènements qui lui ont permis, à lui et son équipe, de traverser la frontière tadjik pour se rendre en Afghanistan peu avant l’offensive de l’armée américaine, qui débuta la Guerre d'Afghanistan dans l'optique d’une lutte internationale contre le terrorisme.
La route de Koundouz
Un passe-temps de bourgeois
Main basse sur les médias
L'enfer tchétchène
L'enfer russe
La révolution des roses
Le malentendu